# Homolliella
Homolliella là một chi thực vật có hoa trong họ Thiến thảo (Rubiaceae).

## Loài
Chi Homolliella gồm các loài: